# Подсознательное
Подсознательное — термин, применяемый для обозначения активных психических процессов, которые, не являясь в данный момент центром смысловой деятельности сознания, тем не менее оказывают влияние на течение сознательных процессов. Так, то, о чём человек в данный момент непосредственно не думает, но что в принципе известно ему и ассоциативно связано с предметом его мысли, может в качестве смыслового подтекста оказывать влияние на течение мысли, сопровождать его и т. п. В обыденной речи данному термину соответствует понятие «бессознательное».
Точно так же и воспринимаемое (хотя прямо и не осознаваемое) влияние обстановки, ситуации, автоматических действий (движений) присутствует как бессознательное восприятие во всех сознательных актах. Определённую смысловую роль играет и языковый контекст речи — невысказанная, но подразумеваемая самой структурой фразы мысль.
Термин «подсознательное» не признаётся официальной наукой и используется лишь в псевдонаучных (обращающихся к экстрасенсорике, астрологии, хиромантии и пр.) теориях.
Понятием подсознательного оперирует Фрейд на ранних этапах разработки психоанализа, однако позже оно было подвергнуто серьёзной критике и повсеместно заменено им на термин «бессознательное» (англ. the unconscious).
Последователи Фрейда, как и современные учёные (например, Жак Лакан) в описании психической жизни полностью отказались от терминологии «над-/под-».